# Bernard Bududira
Bernard Bududira (* August 1934 in Mushikanwa; † 19. November 2005 in Bururi, Burundi) war ein burundischer Geistlicher und römisch-katholischer Bischof von Bururi.

## Leben
Bernard Bududira empfing am 8. Juli 1963 die Priesterweihe für das Bistum Bururi. Beim Rücktritt seines Vorgängers Joseph Martin am 17. September 1973 wurde er zu dessen Nachfolger als Bischof von Bururi berufen und empfing am 30. November 1973 durch den Erzbischof von Gitega, André Makarakiza, die Bischofsweihe; Mitkonsekratoren waren Joseph Martin, Apostolischer Vikar von Ngozi und Stanislas Kaburungu, Bischof von Ngozi. Er war der zweite Bischof des 1961 errichteten Bistums und der erste einheimische.
Er starb am 19. November 2005 im Amt.